# Gusseiserner Kran (Heilbronn)

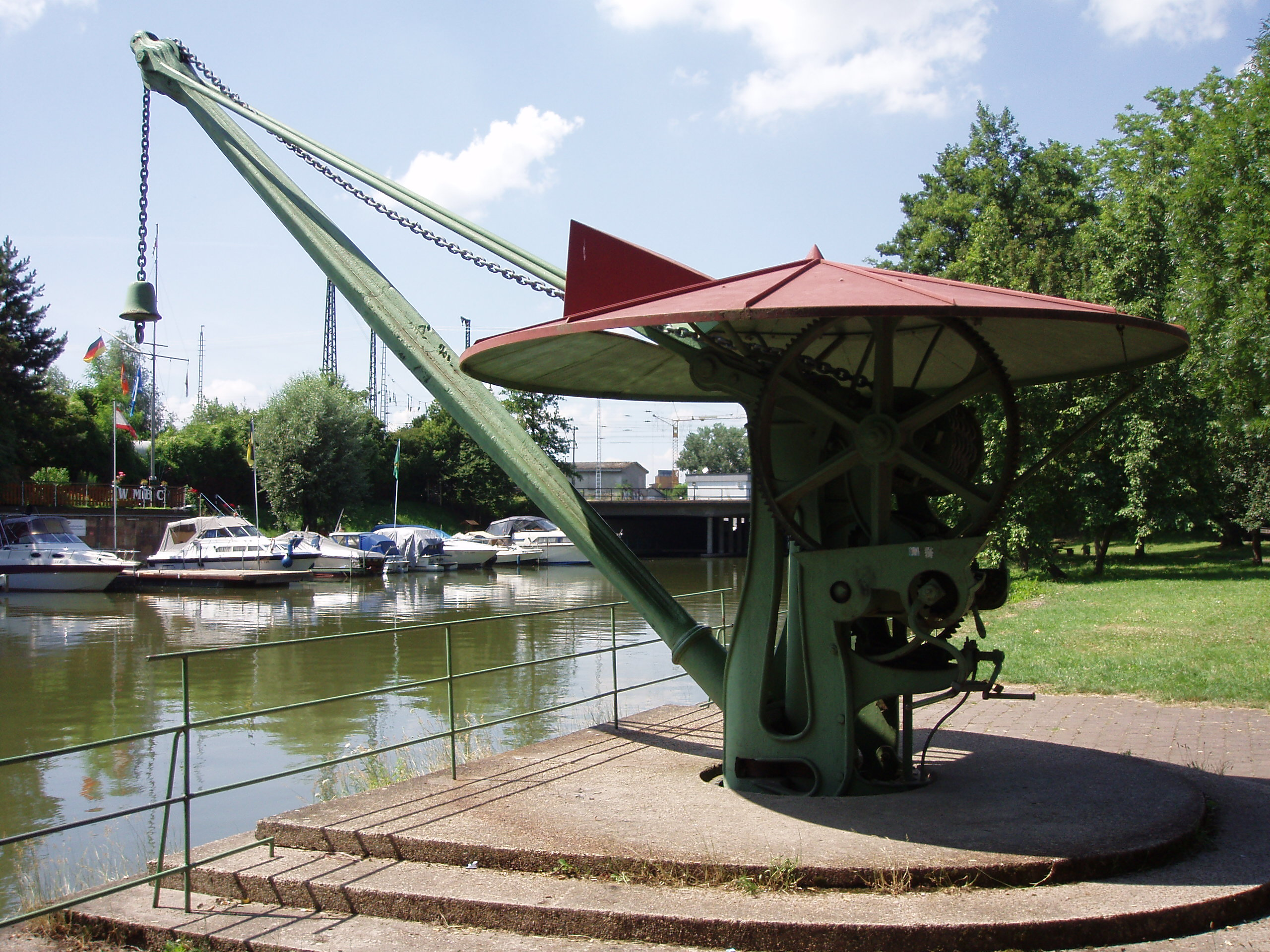
Gusseiserner Kran in Heilbronn

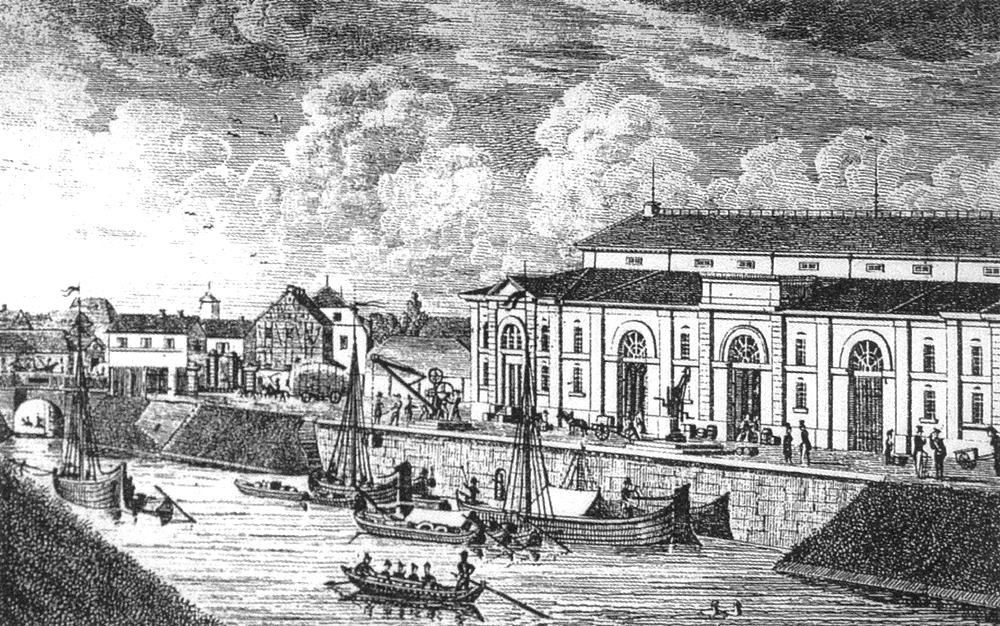
Das Hallamt (Zollamt) am Wilhelmskanal um 1830. Vor dem Gebäude befinden sich Handkräne.

Der gusseiserne Kran auf der Kraneninsel am Wilhelmskanal in Heilbronn ist ein technikgeschichtliches Kulturdenkmal.

## Geschichte
Nach dem Neckarprivileg von 1333 entwickelte sich Heilbronn zu einem bedeutenden Umschlagplatz für Waren aller Art, die auf dem Neckar transportiert wurden, zumal die Neckarschifffahrt in Heilbronn durch Mühlen und Wehre unterbrochen war und alle die Stadt auf dem Wasserweg passierenden Waren umgeladen und wegen des Stapelrechts auch dort zum Verkauf angeboten werden mussten. Das Umladen der Waren mit einem bereits 1513 erwähnten Drehkran, dem Alten Krahnen, war gebührenpflichtig und eine der wichtigsten Einnahmequellen der Stadt.
Nachdem Heilbronn nach dem Reichsdeputationshauptschluss zu Württemberg gekommen war, verlor die Stadt ihr Stapelrecht und wurde bis 1821 der Wilhelmskanal gebaut, der eine durchgängige Neckarschifffahrt ermöglichte. Gleichwohl blieb Heilbronn eine Handelsstadt und nicht zuletzt wegen des 1848 unmittelbar am Wilhelmskanals erbauten Alten Bahnhofs und des benachbarten Zollamtes auch ein wichtiger Verkehrsknotenpunkt und Warenumschlagplatz. Die Verladung von Waren im Bereich des Heilbronner Hafens war also weiterhin eine wichtige Aufgabe, wozu am Lauer an der Ostseite des Wilhelmskanals neue Kränen aufgestellt wurden, die den Alten Krahnen rasch ersetzten. Zunächst kamen hölzerne Handkränen mit gusseisernem Getriebe zum Einsatz, ab 1829 auch solche, die ganz aus Eisen gefertigt waren. Auch im 1855 erbauten und 1862 erweiterten Winterhafen wurden Kräne aufgestellt, die anfangs mit Handkraft, später mit Dampfkraft und dann mit Elektrizität betrieben wurden. Im 1935 fertiggestellten und heute noch bestehenden Kanalhafen, der den Wilhelmskanal als Hauptschifffahrtslinie abgelöst hat, kamen schließlich modernere und größere Kranenanlagen zum Einsatz.
Der heute am Ostufer des Wilhelmskanals befindliche Handkran befand sich im 19. Jahrhundert ursprünglich beim Zollamt am Westufer, hat die Zerstörung der Stadt im Zweiten Weltkrieg überdauert und wurde 1959 an seinen heutigen Standort versetzt. Der Kran wurde bei den Schmelzwerken Wasseralfingen (später Schwäbische Hüttenwerke) gefertigt. Originalpläne des Bautyps sind keine mehr vorhanden. 1995 wurde der Kran deswegen mit Unterstützung der Firma Wolffkran ingenieurmäßig untersucht und vermessen. Der Maschinenbaustudent Peter Biba hat den Kran zum Gegenstand seiner Diplomarbeit an der Fachhochschule Heilbronn gemacht und 24 Gesamt- und Einzelzeichnungen angefertigt.